# Mason Ramsey
Mason Ramsey (Golconda, 16 novembre 2006) è un cantante statunitense.
Nel marzo del 2018, dopo aver ottenuto successo su internet grazie ad un video virale di lui che eseguiva lo yodeling di Hank Williams Lovesick Blues in un supermercato, Ramsey ha firmato per Big Loud Records. Il suo singolo di debutto è stato Famous.

## Carriera
Nel marzo del 2018, l'undicenne Mason Ramsey, da Golconda, Illinois, è stato filmato mentre cantava "Lovesick Blues" in un supermercato a Harrisburg, Illinois. Dopo qualche giorno il video della sua esibizione ha ottenuto più di 25 milioni di visualizzazioni e divenne un personaggio virale su internet.
Con questa nuova fama acquisita, Ramsey ha fatto un'apparizione nel Ellen DeGeneres Show. Ha affermato che il suo sogno era apparire nel Grand Ole Opry un giorno, DeGeneres ha sorpreso Ramsey dicendogli che era stato prenotato il suo posto per il weekend successivo, a cui si è presentato col suo carro armato. Il 13 aprile 2018 il dj statunitense Whethan ha portato Ramsey nella sua esibizione nel 2018 al Coachella Valley Music and Arts Festival a Indio, California. Ad aprile dello stesso anno, ha firmato un contratto discografico con Atlantic Records e Big Loud. Il suo singolo di debutto "Famous" è stato al 62º posto nella classifica americana Billboard Hot 100, mentre il suo EP ha debuttato nella top 10 della Billboard's Heatseekers Albums chart al 7º posto. Ramsey si è esibito nella iconica canzone No. 1 nel sessantesimo anniversario della classifica Billboard Hot 100, partendo dagli anni '60, ha cantato canzoni di successo di Mariah Carey, Billy Joel, Paul McCartney, Stevie Wonder, Céline Dion, The Monkees, The Jackson 5, Whitney Houston, Beyoncé, e Adele.

## Discografia

### EP
- 2018 – Famous
- 2019 – Twang

### Singoli
- 2018 – Famous
- 2018 – Lovesick Blues
- 2018 – The Way I See It
- 2018 – Jambalaya (On the Bayou)
- 2018 – White Christmas
- 2019 – Twang
- 2023 — Next Right Thing